# Ship Creek

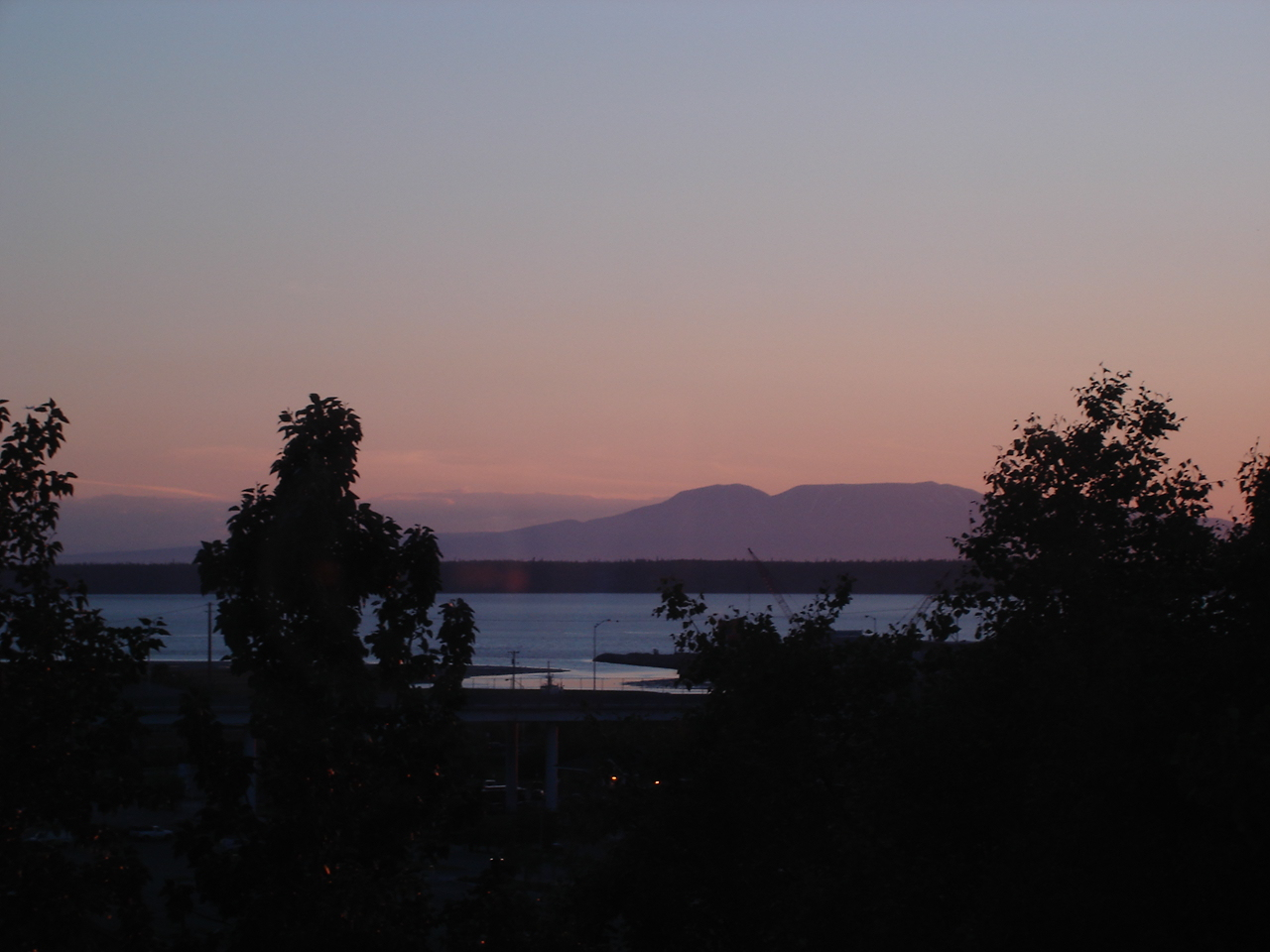
Coucher de soleil avec vue sur Ship Creek.

Le Ship Creek est une rivière d'Alaska, qui descend des montagnes Chugach, et se jette dans le golfe de Cook.
Le port qui s'est établi à l'embouchure du Ship Creek avait pour nom complet d'origine celui Knik Anchorage que signifie en anglais : « mouillage de Knik » (Knik était l'ancien village inuit qui se trouvait là et dont le nom signifie « feu »), est à l'origine de la ville d'Anchorage elle-même.
La rivière est un endroit important pour la pêche au saumon.